# Isabella Eugénie Boyer
Isabella Eugénie Boyer, née le 17 décembre 1841 à Paris et morte le 12 mai 1904 dans la même ville, était l'épouse d'Isaac Merritt Singer, fondateur de la célèbre entreprise de machines à coudre Singer.

## Biographie

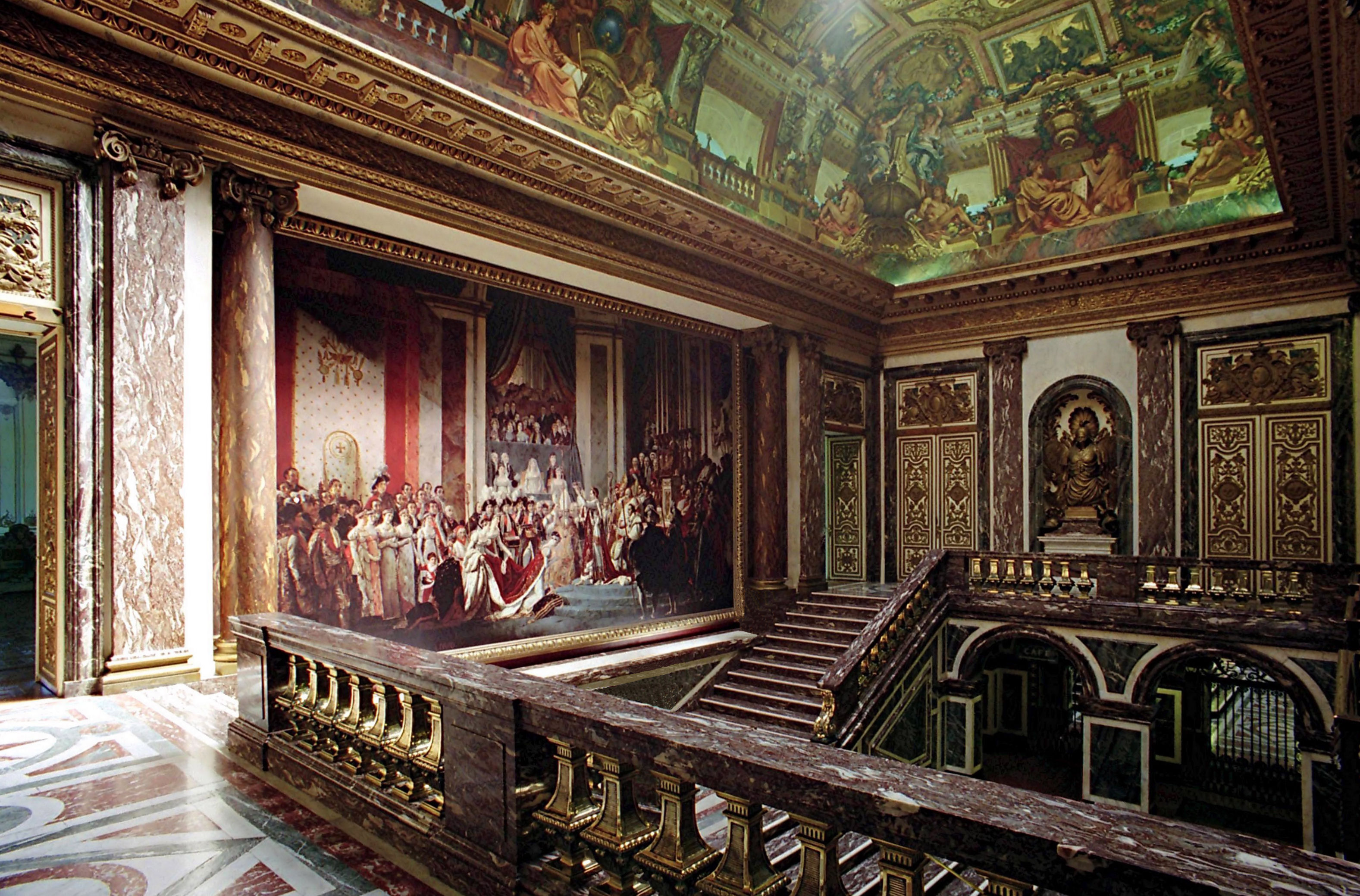
Escalier d'honneur d'Oldway Mansion avec une reproduction du couronnement de Napoléon.

Isabella Boyer, née de père français et de mère anglaise, épousa Isaac Singer à New York en 1863, alors qu'il était âgé de 52 ans, et elle-même de 22 ans. Ils déménagèrent en 1867 à Paris, qu'ils quittent ensuite à cause de la guerre de 1870, pour l'Angleterre, dans le Devon, où Isaac Singer acheta l'immense demeure d'Oldway Mansion (en) à Paignton. De cette union naquirent deux filles et quatre fils : Winnaretta, future princesse Edmond de Polignac et célèbre mécène ; Isabelle, future duchesse Decazes, Mortimer ; Washington ; Paris et Franklin.
Après la mort de son époux en 1875, l'héritage qu'il laisse est considérable (14 millions de dollars de l'époque, soit 316 millions de dollars de 2016). Cependant des procès ont lieu entre les descendants de son premier lit et la famille du second lit. Isabelle Boyer est désignée comme sa veuve légale. Elle se remarie en 1879 avec Victor Reubsaet, un violoniste hollandais célèbre, et s'installe à Paris. Le roi Humbert Ier d'Italie lui octroie le titre de duc de Camposelice (dont le nom sera donné à un violon de Stradivarius, ouvragé en 1699) à Reubsaet en 1881.
La duchesse de Camposelice, qui était encore fort belle, aurait servi de modèle pour le visage de la statue de la Liberté, par Bartholdi, mais son rôle de modèle n'est qu'une hypothèse parmi d'autres.
Elle devient veuve pour la seconde fois en 1887 et se remarie en 1891 au collectionneur Paul Sohège.
Elle meurt en 1904 à l'âge de soixante-deux ans à Paris et est inhumée au cimetière de Passy.